# Parappukkara
Parappukkara es una ciudad censal situada en el distrito de Thrissur en el estado de Kerala (India). Su población es de 11893 habitantes (2011). Se encuentra a 15 km de Thrissur y a 56 km de Cochín.

## Demografía
Según el censo de 2011 la población de Parappukkara era de 11893 habitantes, de los cuales 5703 eran hombres y 6190 eran mujeres. Parappukkara tiene una tasa media de alfabetización del 96,20%, superior a la media estatal del 94%: la alfabetización masculina es del 97,94%, y la alfabetización femenina del 94,62%.